# Вероніка альпійська
Вероніка альпійська (лат. Veronica alpina) — багаторічна трав'яна рослина, вид роду вероніка (Veronica) родини подорожникові (Plantaginaceae).

## Морфологічна характеристика
Кореневище повзуче, тонке, шнуроподібне. Стебла висотою 5–15 (до 25) см, висхідні, з повзучими, короткими, тонкими надземними облиственими пагонами, покриті негустими, довгими, м'якими, віддаленими волосками.
Верхні листки чергові, решта супротивні, яйцеподібні або довгасто-еліптичні, завдовжки 10–30 мм, шириною 5–20 мм, коротко та широко черешчаті, коротко загострені; нижні — тупі, біля основи клиноподібні. Усі листки по краю війчасті, нечітко зубчаті або цілокраї; нижні лускоподібні; верхні поступово переходять у приквітки.
Суцвіття голівчасте, потім подовжується, жорстко волосисте, з віддаленими волосками; квіток 3–20, зрідка поодинокі, на квітконіжках довжиною 1,5–2 мм, скупчені у пазухах листків у кінцеві волоті, іноді волоті бічні. Чашечка довжиною близько 3 мм, на ¾ розсічена на 5 (одна з них недорозвинена) довгастих, тупих або загострених нерівних часток, запушена, по краю війчаста; Віночок блакитний або синьо-фіолетовий, іноді білий, довжиною 4–7 мм, з оберненояйцеподібними, нерівними, тупими пелюстками.
Плід — коробочка, обернено-яйцеподібна або довгасто-оберненояйцеподібна, довжиною 4,5–7,5 мм, шириною 3,5–5,5 мм, на верхівці з неглибокою гострою виїмкою, запушена. Насіння плоске, гладке, еліптичне, завдовжки 0,7–1 мм.

## Поширення
Вид поширений у Європі, Азії та у Північній Америці. В Україні зустрічається у Карпатах. Росте на скелях.